# Mario Gigante
Mario Gigante (Greenwich Village, 4 novembre 1923 – 10 marzo 2022) è stato un mafioso statunitense, di origine italiana, esponente di primo piano della mafia.

## Biografia
Mario Gigante è stato dal 2005 al 2006 caporegime della famiglia Genovese. È il fratello maggiore di Vincent "The Chin" Gigante.

### Inizi
Mario cominciò la sua carriera criminale come "tuttofare" della famiglia Genovese. All'epoca, il fratello Vincent era l'autista dei Genovese. Durante la lotta per il potere tra Genovese e Frank Costello, i fratelli Gigante furono coinvolti in numerosi e importanti atti riguardanti i Genovese. Negli anni settanta, sia Mario che Francesco divennero capi delle proprie cosche. Nei primi anni ottanta Vincent divenne il boss della famiglia Genovese e Mario si apprestava ad essere una delle principali fonti di guadagno della famiglia, poiché invischiato in gioco d'azzardo, usura e altri tipi di racket.

### Gli anni '90
Nel 1988 Mario fu arrestato per strozzinaggio e fu condannato a otto anni di prigione. Tuttavia l'allora senatore di New York Alfonse D'Amato a quanto si dice fece pressione sull'avvocato Rudolph Giuliani affinché riducesse la sentenza di Mario. Nel 1989 la sentenza fu presto ridotta.
Si presume sia stato il pentito Vincent "Fish" Cafaro a fare da intermediario e l'avvocato Roy Cohn a corrompere il giudice. Cafaro disse di aver consegnato 175'000$, dilazionati in tre pagamenti, a Roy Cohn, per poi terminare con 50'000$ al partner di Cohn, Thomas Bolan. Su queste dichiarazioni ci sono state indagini, ma nessuna prova è stata trovata.
La famiglia svoltò per un sistema decisionale collettivo dopo l'arresto nel 1997 di Vincent. A 75 anni, Mario fu arrestato nuovamente per racket. Nel 2005 Vincent morì e Daniel Leo divenne boss. Leo fu arrestato nel 2007.